# Hidden Orchestra
A Hidden Orchestra Joe Acheson skót zenész egyszemélyes projektje. Zenéje az Electronica, jazz és ambient műfajokba sorolható. Albumain több zenész is közreműködik, akik különféle együttesekből érkeztek. A koncertek során Poppy Ackroyd (hegedű, zongora) és Tim Lane, illetve Jamie Graham dobosok lépnek fel.
Joe Acheson külön-külön rögzíti a zenészek felvételeit, majd egy stúdióban egyesíti a felvételeket, mintha egy zenekar játszana.
Az első lemez 2010 szeptemberében jelent meg a Tru Thoughts kiadónál,  Night Walks címmel. A lemezen a természet hangjai keveredtek elektronikus effektekkel. A BBC Radio 1 a hónap albumának választotta.
A Hidden Orchestra szerezte a csehországi Amanita Design által kiadott Creaks című 2020-as videojáték zenéjét is.

## Diszkográfia
Stúdióalbumok
- Night Walks (2010)
- Archipelago (2012)
- Dawn Chorus (2017)
- To Dream Is to Forget (2023)

EP
- Flight (2011)

Remixek
- Archipelago Remixes (2013)
- Reorchestrations (2015)
- Wingbeats (2016)
- Dawn Chorus Remix Collection (2018)[2]

Koncertlemez
- Live at Attenborough Centre for the Creative Arts (2019)

Soundtrack
- Creaks (2020)